# Galaad (fils de Machir)
Galaad est un fils de Machir fils de Manassé. Ses descendants s'appellent les Galaadites.

## Ascendance de Galaad
Galaad est un fils de Machir,,,,.

## Sœur de Galaad
Galaad a une sœur non nommée née en Égypte qui se marie avec Hesron veuf âgé de soixante ans et fils de Perets et lui donne un fils appelé Ségub.
Une sœur de Galaad s'appelle Hammoléheth.

## Galaad en Égypte
Galaad fils de Machir est né en Égypte. La famille des Galaadites dont l'ancêtre est Galaad sort du pays d'Égypte avec Moïse,.

## Galaad et son descendant Yaïr
Galaad a pour descendant le juge Yaïr.